# Trư vương

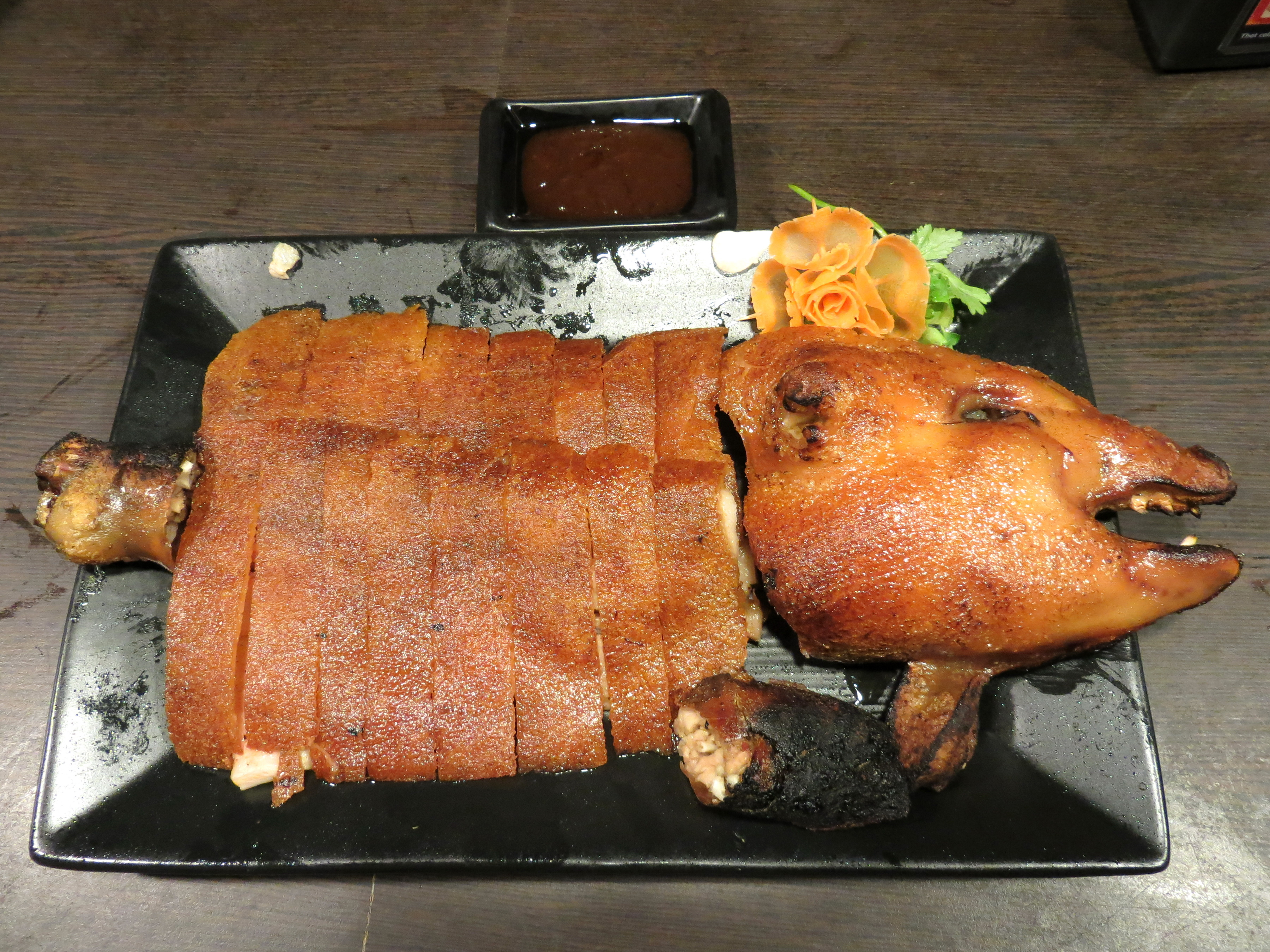

Trư vương (chữ Hán: 豬王) là món heo sữa quay đặc biệt được Từ Hi thái hậu chiêu đãi các sứ thần phương Tây trong bữa tiệc Xuân năm Giáp Tuất (1874). Đây được cho là món ăn xa hoa và tốn kém.

## Lịch sử
Trong suốt chiều dài lịch sử nhân loại cho đến ngày nay, chưa có yến tiệc nào linh đình, trọng thể, vĩ đại... bằng tiệc Xuân năm Giáp Tuất (1874) do Từ Hi thái hậu, đời nhà Thanh, tổ chức để khoản đãi phái đoàn Sứ Thần, tướng lãnh các quốc gia Tây phương. Tiệc được chuẩn bị 11 tháng 6 ngày trước, sử dụng 1750 người phục vụ, tốn kém 98 triệu hoa viên thời đó tương đương 374 ngàn lượng vàng ròng, gồm 400 thực khách và đại tiệc kéo dài suốt 7 ngày đêm bắt đầu từ giao thừa (12 giờ đêm) Tết nguyên đán Giáp Tuất.
Thực Ðơn: Gồm tất cả 140 món. Theo chiếu chỉ của Từ Hi Thái Hậu, mỗi tỉnh tuyển lựa mười đầu bếp tài giỏi. Các đầu bếp này họp nhau ở thủ đô từ ngày rằm tháng 2 năm Quý Dậu (1873) nghĩa là 11 tháng 6 ngày trước đại tiệc để cùng nhau soạn thảo các món ăn ngon, lạ. Sau gần hai tháng thảo luận, một thực đơn gồm 140 món được hình thành, trong số này có bảy món thật bổ dưỡng, thật đặc biệt, thật lạ lùng, mỗi ngày chỉ thiết đãi một món, thực khách ăn vào chẳng những không thấy đầy bụng mà sự mệt mỏi, bực bội như tan biến đi, tinh thần sảng khoái gấp bội. Và Trư vương là một trong bảy món ăn đó.

## Giống heo
Đây là giống heo ở vùng Phúc Châu, nhờ ăn một thứ củ giống như củ Hoàng Tinh mọc rất nhiều ở quanh khi vực đồi núi Châu Tịch Xương tiếp cận khiến cho thịt của giống heo này trở lên thơm ngon hảo hạng. Loài củ này có tên gọi là Tích Vân Lang chỉ sống tại vùng này nếu đem trồng nơi khác chăm sóc cẩn thẩn thế nào cũng chết khiến cho nó càng trở lên quý hiếm hơn.

## Chế biến
Từ Hy Thái Hậu cho mang về 60 con heo, 40 con đực và 20 con heo cái cho ăn toàn thức ăn đại bổ và uống toàn bằng nước sâm. Heo được chăn thả cho mặc sức giao hợp rồi sinh đẻ, cứ chăm sóc như vậy cho tới lớp heo thứ 3 thì lúc này chúng đã trở lên thực sự tinh khiết hấp thụ hết các tinh túy của sâm và nhung. Heo đem đãi tiệc tuổi chưa đầy 2 tháng gọi là heo sữa.
Năm ngày trước đại tiệc Từ Hy Thái Hậu sai đầu bếp chọn ra 100 con heo sữa béo tốt, không chọc tiết cũng không nhúng nước sôi nhằm tránh bị mất những tinh túy của heo theo máu khi chọc tiết. Đầu bếp đập chết thui cháy lông bỏ hết lục phủ ngũ tạng. Thịt heo được cắt thành từng lát mỏng ướp với các dược phẩm trân quý trong 3 ngày liền trước khi chưng cách thủy. Đại tiệc khai màn thực khách được thiết đãi món thịt heo thơm ngon vô cùng, xương thì mềm tục, nhiều thực khách tỏ ra thích thú với món heo này vô cùng khiến cho món đó được họ lưu truyền mãi tới ngày nay.